# Xanthorhoe packardata
Xanthorhoe packardata är en fjärilsart som beskrevs av Mcdunnough 1945. Xanthorhoe packardata ingår i släktet Xanthorhoe och familjen mätare. Inga underarter finns listade i Catalogue of Life.